# Laeosopis roboris
Laeosopis roboris är en fjärilsart som beskrevs av Eugen Johann Christoph Esper 1790. Laeosopis roboris ingår i släktet Laeosopis och familjen juvelvingar. IUCN kategoriserar arten globalt som livskraftig. Inga underarter finns listade i Catalogue of Life.

## Bildgalleri

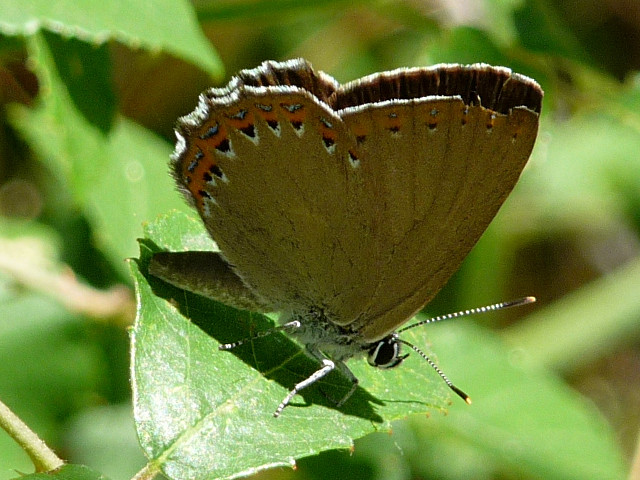
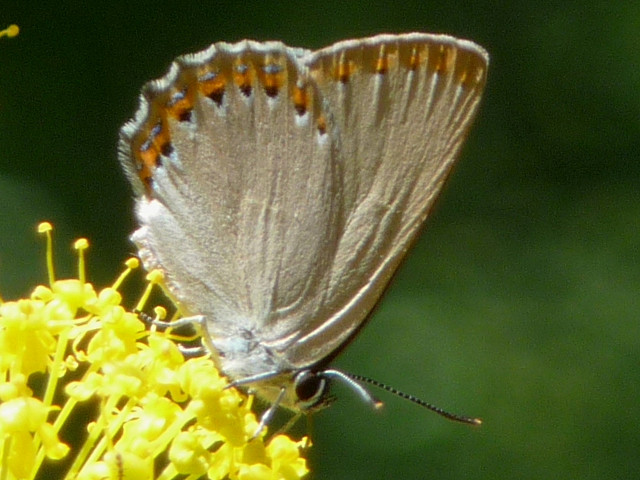